# Dianthus transvaalensis
Dianthus transvaalensis är en nejlikväxtart som beskrevs av Burtt Davy. Dianthus transvaalensis ingår i släktet nejlikor, och familjen nejlikväxter. Inga underarter finns listade i Catalogue of Life.